# Satu Salonen
Satu Maarit Anneli Salonen (* 27. Februar 1973 in Vahto) ist eine ehemalige finnische Skilangläuferin.

## Werdegang
Salonen, die für den Vahdon Tuisku startete, hatte ihren ersten internationalen Erfolg bei den Junioren-Skiweltmeisterschaften 1992 in Vuokatti. Dort holte sie die Goldmedaille mit der Staffel. Im folgenden Jahr belegte sie bei den Junioren-Skiweltmeisterschaften in Harrachov den 20. Platz über 15 km Freistil und den neunten Rang über 5 km klassisch. Ihr Debüt im Weltcup hatte sie im Januar 1995 in Lahti, das sie auf dem zehnten Platz mit der Staffel beendete. Ihr erstes Einzelrennen im Weltcup absolvierte im März 1996 ebenfalls in Lahti und errang dabei den 31. Platz über 10 km Freistil. In der Saison 1996/97 holte sie in Kawgolowo mit dem 25. Platz über 15 km Freistil ihre ersten Weltcuppunkte und errang in Falun den dritten Platz mit der Staffel. Beim Saisonhöhepunkt, den nordischen Skiweltmeisterschaften 1997 in Trondheim, gewann sie die Bronzemedaille mit der Staffel. Ihre beste Platzierung im Einzel dort war der 12. Platz über 5 km klassisch. Im folgenden Jahr kam sie bei den Olympischen Winterspielen in Nagano jeweils auf den 18. Platz über 5 km klassisch und 15 km klassisch, auf den 16. Rang in der Verfolgung und auf den siebten Platz mit der Staffel. In der Saison 1998/99 erreichte sie mit acht Platzierungen in den Punkterängen, davon zwei Platzierungen unter den ersten Zehn, den 22. Platz im Gesamtweltcup, ihr bestes Gesamtergebnis. Bei den nordischen Skiweltmeisterschaften 1999 in Ramsau am Dachstein lief sie auf den 18. Platz über 5 km klassisch, auf den 14. Rang über 30 km klassisch und auf den 11. Platz mit der Staffel. Im Dezember 2000 wurde sie in Santa Caterina Dritte mit der Staffel. 
In der Saison 2001/02 kam Salonen im Weltcup dreimal unter den ersten Zehn. Dabei erreichte sie im Val di Fiemme mit dem fünften Platz im 15-km-Massenstartrennen ihre beste Einzelplatzierung im Weltcup und zum Saisonende den 30. Platz im Gesamtweltcup. Beim Saisonhöhepunkt, den Olympischen Winterspielen 2002 in Salt Lake City, belegte sie den 36. Platz im Skiathlon und jeweils den siebten Rang über 10 km klassisch und mit der Staffel. In der Saison 2003/04 errang sie mit zehn Ergebnissen in den Punkterängen, den 29. Platz im Gesamtweltcup und den 22. Platz im Distanzweltcup. Zudem wurde sie in Umeå Dritte mit der Staffel. Ihr letztes Weltcuprennen absolvierte sie im November 2005 in Kuusamo, das sie auf dem 58. Platz über 10 km Freistil beendete. In den Jahren 2005 und 2006 siegte sie beim Finlandia-hiihto über 60 km klassisch.

## Teilnahmen an Weltmeisterschaften und Olympischen Winterspielen

### Olympische Spiele
- 1998 Nagano: 7. Platz Staffel, 16. Platz 10 km Verfolgung Freistil, 18. Platz 15 km klassisch, 18. Platz 5 km klassisch
- 2002 Salt Lake City: 7. Platz Staffel, 7. Platz 10 km klassisch, 36. Platz 10 km Skiathlon

### Nordische Skiweltmeisterschaften
- 1997 Trondheim: 3. Platz Staffel, 12. Platz 5 km klassisch, 19. Platz 10 km Verfolgung Freistil, 22. Platz 30 km klassisch, 26. Platz 15 km Freistil
- 1999 Ramsau am Dachstein: 11. Platz Staffel, 14. Platz 30 km klassisch, 18. Platz 5 km klassisch

## Platzierungen im Weltcup

### Weltcup-Statistik
Die Tabelle zeigt die erreichten Platzierungen im Einzelnen.
- 1.–3. Platz: Anzahl der Podiumsplatzierungen
- Top 10: Anzahl der Platzierungen unter den ersten zehn
- Punkteränge: Anzahl der Platzierungen innerhalb der Punkteränge
- Starts: Anzahl gelaufener Rennen in der jeweiligen Disziplin
- Hinweis: Bei den Distanzrennen erfolgt die Einordnung gemäß FIS.

| Platzierung         | Distanzrennen a | Distanzrennen a | Distanzrennen a | Distanzrennen a | Distanzrennen a | Skiathlon Verfolgung | Sprint | Etappen- rennen b | Gesamt | Team c | Team c  |
| Platzierung         | ≤ 5 km          | ≤ 10 km         | ≤ 15 km         | ≤ 30 km         | > 30 km         | Skiathlon Verfolgung | Sprint | Etappen- rennen b | Gesamt | Sprint | Staffel |
| ------------------- | --------------- | --------------- | --------------- | --------------- | --------------- | -------------------- | ------ | ----------------- | ------ | ------ | ------- |
| 1. Platz            |                 |                 |                 |                 |                 |                      |        |                   |        |        |         |
| 2. Platz            |                 |                 |                 |                 |                 |                      |        |                   |        |        |         |
| 3. Platz            |                 |                 |                 |                 |                 |                      |        |                   |        |        | 4       |
| Top 10              |                 | 2               | 2               |                 | 1               | 1                    |        |                   | 6      | 2      | 21      |
| Punkteränge         | 9               | 19              | 10              | 5               | 2               | 7                    | 1      |                   | 53     | 2      | 23      |
| Starts              | 15              | 29              | 12              | 7               | 2               | 13                   | 1      |                   | 79     | 2      | 24      |
| Stand: Karriereende |                 |                 |                 |                 |                 |                      |        |                   |        |        |         |

### Weltcup-Gesamtplatzierungen
| Saison    | Gesamt | Gesamt | Distanz | Distanz | Sprint | Sprint |
| Saison    | Punkte | Platz  | Punkte  | Platz   | Punkte | Platz  |
| --------- | ------ | ------ | ------- | ------- | ------ | ------ |
| 1996/97   | 78     | 31.    | 25      | 29.     | 19     | 43.    |
| 1997/98   | 39     | 39.    | 28      | 26.     | 11     | 54.    |
| 1998/99   | 148    | 22.    | 47      | 25.     | 88     | 27.    |
| 1999/2000 | 33     | 52.    | 6       | 56.     | -      | -      |
| 2000/01   | 80     | 45.    | -       | -       | -      | -      |
| 2001/02   | 162    | 30.    | -       | -       | -      | -      |
| 2002/03   | -      | -      | -       | -       | -      | -      |
| 2003/04   | 163    | 29.    | 163     | 22.     | -      | -      |
| 2004/05   | 16     | 76.    | 16      | 48.     | -      | -      |